# Salvatiella islapascua
Salvatiella islapascua is een pissebed uit de familie Munnidae. De wetenschappelijke naam van de soort is voor het eerst geldig gepubliceerd in 2003 door Brian Frederick Kensley.